# Dariusz Świercz
Dariusz Świercz est un joueur d'échecs polonais né le 31 mai 1994 à Tarnowskie Góry. Il a obtenu le titre de grand maître international à l'âge de 14 ans et sept mois en 2009 et remporté le championnat du monde d'échecs junior (moins de 20 ans) en 2011 (à dix-sept ans).
Il est affilié à la fédération américaine des échecs depuis novembre 2018.
Au 1er février 2021, il est le onzième joueur américain et le 103e joueur mondial avec un classement Elo de 2 649 points.
Son meilleur classement Elo a été de 2 670 points en août 2019.

## Palmarès

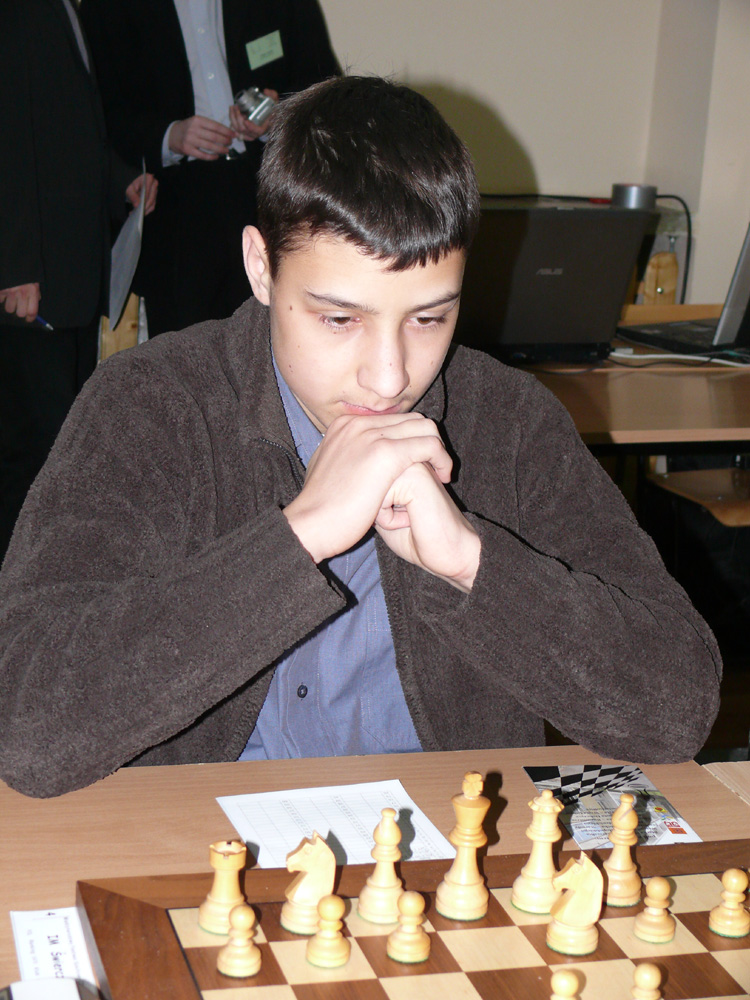
Dariusz Swiercz en 2009.

En 2008, Siercz finit troisième du championnat du monde des moins de 14 ans. Il obtint le titre de maître international à treize ans en 2008.
En 2010, il termina troisième du championnat du monde junior (moins de 20 ans) avant de remporter la médaille d'or l'année suivante (en 2011). En 2011, il finit quatrième du tournoi de Wijk aan Zee C. En 2012, il remporta le championnat du monde des moins de 18 ans.
Lors de la coupe du monde d'échecs 2013, il fut éliminé au deuxième tour par le numéro quatre du tournoi, Aleksandr Grichtchouk.
En 2016, il remporte le premier prix de l'open du tournoi Millionaire Chess (30 000 dollars américains).

## Compétitions par équipe
Il a représenté la Pologne lors de l'Olympiade d'échecs de 2012 et a fini cinquième parmi les remplaçants avec 7 points sur 10.
En 2013, il remporte la médaille d'or au premier échiquier lors du Championnat de France d'échecs des clubs. Il finit avec son club, Rueil-Malmaison, huitième du top 12.